# Intersection (voie)
Pour les articles homonymes, voir Intersection.

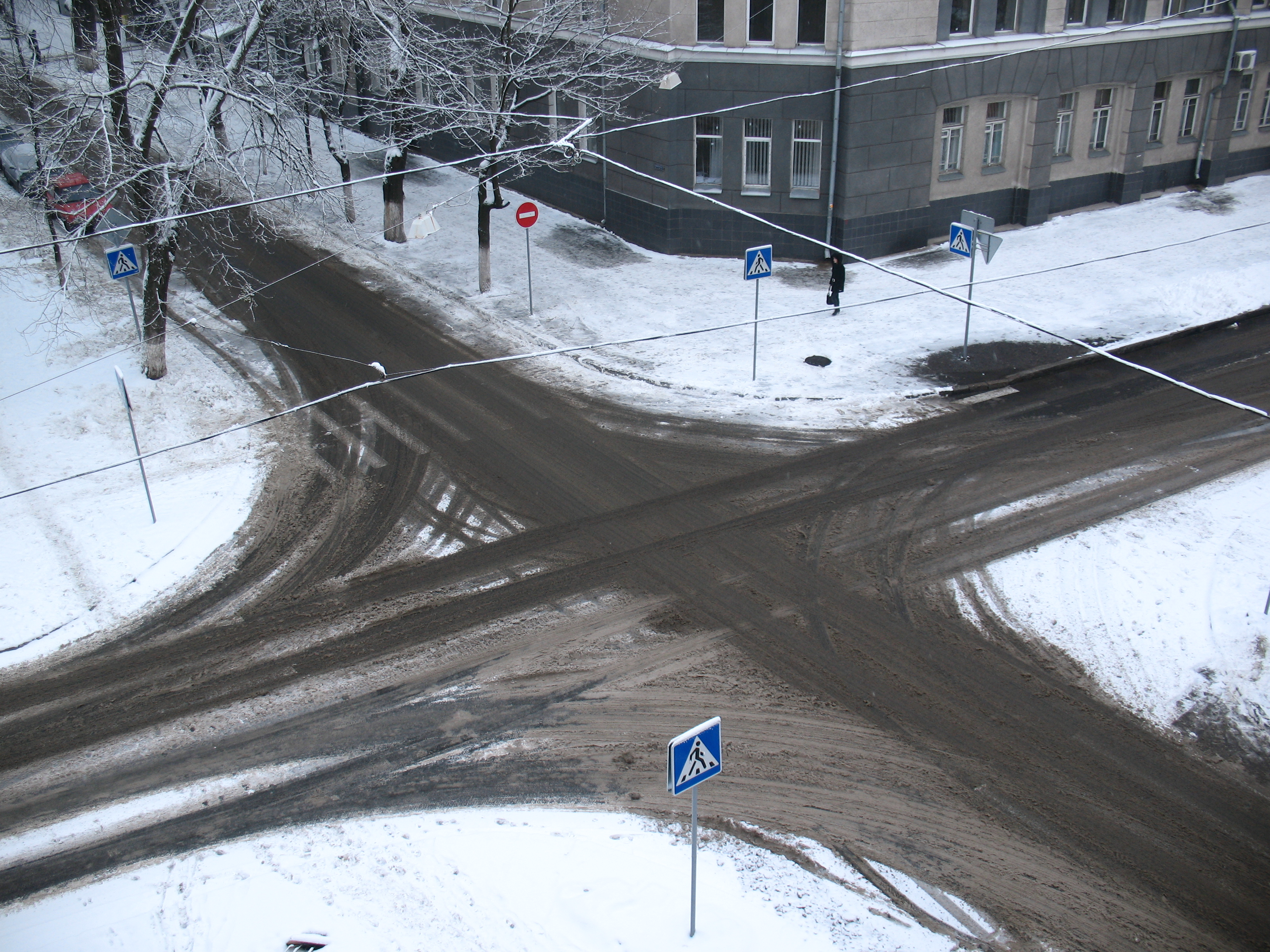
Intersection routière de type carrefour

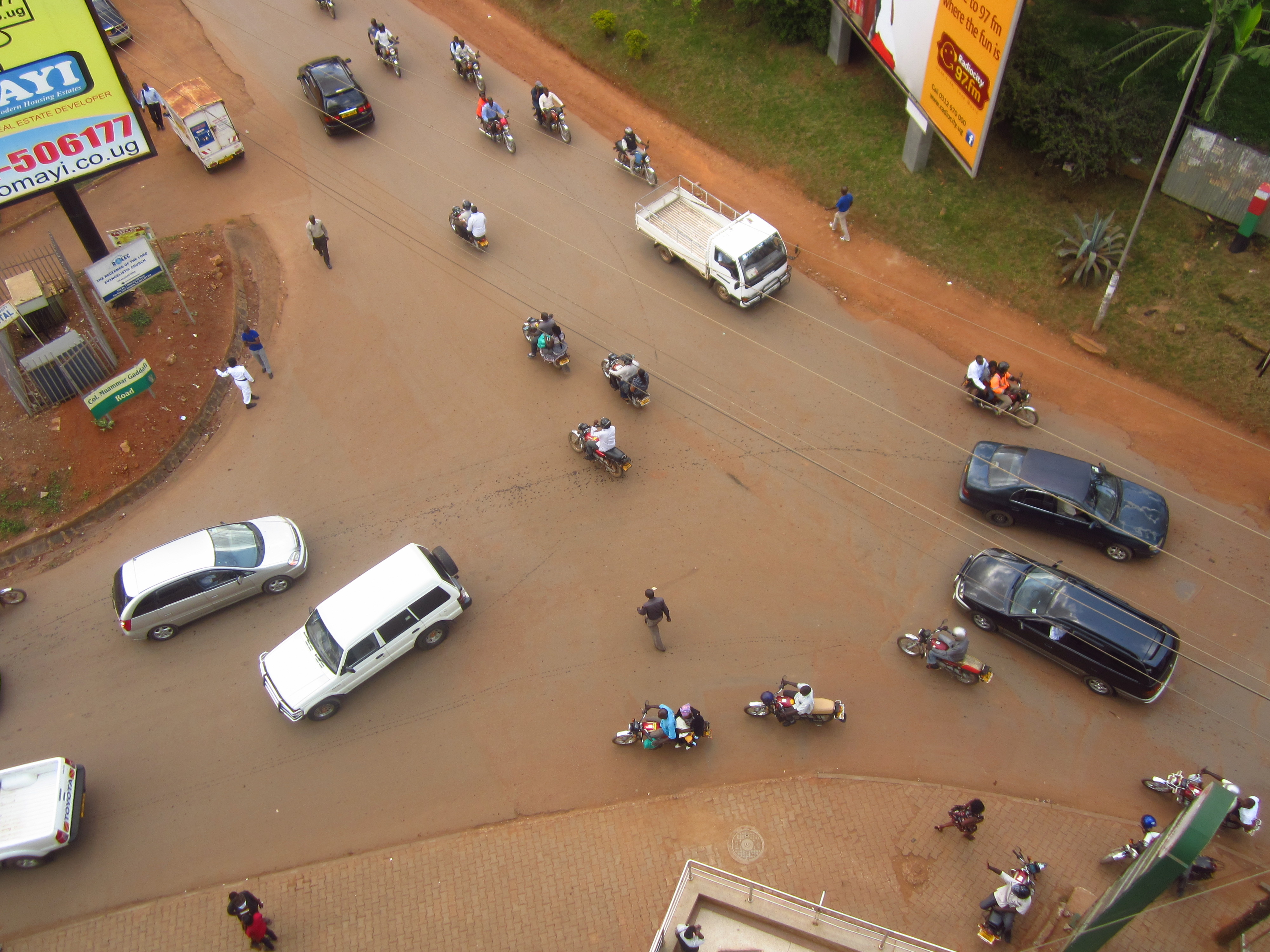
Intersection routière à Kampala (Ouganda).

Une intersection ou intersection routière est définie par le code de la route comme un lieu de jonction ou de croisement à niveau de deux ou plusieurs chaussées, quels que soient le ou les angles des axes de ces chaussées.
Il existe plusieurs règles de circulation: « On appelle intersection, croisement ou carrefour le point où se coupent deux 
voies ou plus .
- Les intersections où il y a un panneau stop ou un marquage ou celles gérées par du personnel autorisé sont dites contrôlées
- Les intersections contrôlées au moyen de feux tricolores automatiques sont dites signalisées
- Les intersections qui ne sont pas contrôlées par des panneaux de signalisation, un marquage, du personnel autorisé ou des feux tricolores automatiques sont dites non contrôlées, c’est-à-dire que les priorités et l’écoulement du flux de circulation sont laissés à l’appréciation des usagers » OMS[2].

Il existe plusieurs types d'intersection routières : 
- Carrefour ;
- Carrefour giratoire ;
- Échangeur.

Par extension ou abus de langage on trouve aussi : 
- Porte ;
- Rond-point ;
- Square ;
- Place.